# VR Bank Kitzingen
Die VR Bank Kitzingen eG ist eine deutsche Genossenschaftsbank mit Sitz in der bayerischen Kreisstadt Kitzingen im Landkreis Kitzingen.

## Geschichte
Die Wurzeln der Genossenschaft gehen auf den Spar- und Vorschussverein Kitzingen zurück, der im Jahre 1867 gegründet wurde. 1919 erfolgte eine Umwandlung der Rechtsform vom Verein zur Genossenschaft. Der Neubau der Hauptstelle in der Luitpoldstraße entstand 1954. 1991 kam es zu einer Fusion von Raiffeisenbank Kitzingen eG und Volksbank Kitzingen eG zur Volksbank Raiffeisenbank Kitzingen eG.
Die heutige VR Bank Kitzingen eG entstand im Jahr 1999 als die Volksbank Raiffeisenbank Kitzingen eG mit der Raiffeisen-Volksbank Dettelbach und Umgebung eG mit dem Sitz in Dettelbach fusionierte.
Zuvor fanden die nachfolgenden Fusionen mit benachbarten Genossenschaftsbanken statt:
- 1938 – Fusion der Raiffeisenkasse Stadtschwarzach eGmuH mit dem Sitz in Stadtschwarzach mit der Spar- und Darlehnskasse Düllstadt eGmuH mit dem Sitz in Düllstadt
- 1964 – Fusion der Raiffeisenbank Iphofen eGmbH mit dem Sitz in Iphofen mit der Raiffeisenkasse Mönchsondheim eGmbH mit dem Sitz in Mönchsondheim und der Raiffeisenkasse Markt Einersheim eGmbH mit dem Sitz in Markt Einersheim zur Raiffeisenbank Iphofen eGmbH mit dem Sitz in Iphofen
- 1964 – Fusion der Raiffeisenkasse Dornheim eGmbH mit dem Sitz in Dornheim mit der Raiffeisenkasse Hellmitzheim eGmbH mit dem Sitz in Hellmitzheim zur Raiffeisenkasse Hellmitzheim-Dornheim eGmbH mit dem Sitz in Hellmitzheim
- 1965 – Fusion der Raiffeisenkasse Bibergau eGmbH mit dem Sitz in Bibergau mit der Raiffeisenbank Effeldorf eGmbH mit dem Sitz in Effeldorf
- 1965 – Fusion der Raiffeisenbank Mainbernheim eGmbH mit dem Sitz in Mainbernheim mit der Raiffeisenkasse Hoheim eGmbH mit dem Sitz in Hoheim
- 1966 – Fusion der Raiffeisenkasse Marktsteft und Umgebung eGmbH mit dem Sitz in Marktsteft mit der Spar- und Darlehnskasse Michelfeld eGmbH mit dem Sitz in Michelfeld
- 1966 – Fusion der Raiffeisenkasse Buchbrunn eGmbH	mit dem Sitz in Buchbrunn mit der Raiffeisenkasse Repperndorf eGmbH mit dem Sitz in Repperndorf und der Raiffeisenkasse Mainstockheim eGmbH mit dem Sitz in Mainstockheim zur Raiffeisenkasse Mainstockheim-Buchbrunn-Repperndorf eGmbH mit dem Sitz in Mainstockheim
- 1966 – Fusion der Raiffeisen-Bank Albertshofen eGmbH mit dem Sitz in Albertshofen mit der Raiffeisenkasse Mainsondheim eGmbH mit dem Sitz in Mainsondheim
- 1967 – Fusion der Raiffeisenkasse Schernau eGmbH mit dem Sitz in Schernau mit der Spar- und Darlehnskasse Brück eGmbH mit dem Sitz in Brück und der Spar- und Darlehnskasse Neuses am Berg eGmbH mit dem Sitz in Neuses am Berg zur Raiffeisenkasse Schernau und Umgebung eGmbH mit dem Sitz in Schernau
- 1967 – Fusion der Raiffeisenbank Mainbernheim eGmbH mit der Raiffeisenkasse Fröhstockheim eGmbH mit dem Sitz in Fröhstockheim
- 1968 – Fusion der Raiffeisenkasse Gerlachshausen eGmbH mit dem Sitz in Gerlachshausen mit der Raiffeisenkasse Schwarzenau eGmbH mit dem Sitz in Schwarzenau und der Raiffeisenkasse Stadtschwarzach eGmbH zur Raiffeisenbank Schwarzacher Becken eGmbH mit dem Sitz in Schwarzach am Main
- 1968 – Fusion der Raiffeisenkasse Hohenfeld eGmbH	mit dem Sitz in Hohenfeld mit der Raiffeisenbank Mainbernheim eGmbH zur Raiffeisenbank Mainbernheim und Umgebung eGmbH
- 1969 – Fusion der Raiffeisenkasse Bibergau eGmbH mit der Raiffeisenkasse Euerfeld eGmbH mit dem Sitz in Euerfeld, der Raiffeisenkasse Neusetz eGmbH mit dem Sitz in Neusetz, der Raiffeisenkasse Schernau und Umgebung eGmbH und der Volksbank Dettelbach eGmbH mit dem Sitz in Dettelbach zur Raiffeisen-Volksbank Dettelbach und Umgebung eGmbH mit dem Sitz in Dettelbach (der späteren Raiffeisen-Volksbank Dettelbach und Umgebung eG)
- 1969 – Fusion der Raiffeisenkasse Marktsteft und Umgebung eGmbH mit der Raiffeisenkasse Segnitz eGmbH	mit dem Sitz in Segnitz zur Raiffeisenbank Segnitz-Marktsteft eGmbH	mit dem Sitz in Segnitz mit dem Sitz in Segnitz
- 1970 – Fusion der Raiffeisenbank Segnitz-Marktsteft eGmbH mit der Raiffeisenkasse Sulzfeld/Main eGmbH mit dem Sitz in Sulzfeld am Main
- 1972 – Fusion der Raiffeisenkasse Westheim b. Kitzingen eGmbH	mit dem Sitz in Westheim mit der Raiffeisenbank Iphofen eGmbH, der Raiffeisenbank Mainbernheim und Umgebung eGmbH und der Raiffeisenbank Segnitz-Marktsteft eGmbH	zur Raiffeisenbank Kitzingen eGmbH	mit dem Sitz in Kitzingen
- 1973 – Fusion der Raiffeisen-Bank Albertshofen eGmbH mit der Raiffeisenbank Kitzingen eGmbH
- 1974 – Fusion der Raiffeisenbank Kitzingen eG	mit der Raiffeisenbank Schwarzacher Becken eG
- 1977 – Fusion der Raiffeisenbank Kitzingen eG	mit der Raiffeisenbank Mainstockheim-Buchbrunn-Repperndorf eG
- 1980 – Fusion der Raiffeisenbank Hellmitzheim-Dornheim eG	mit der Raiffeisenbank Kitzingen eG

## Rechtsverhältnisse
Die VR Bank Kitzingen eG ist im Genossenschaftsregister beim Amtsgericht Würzburg unter GnR 82 eingetragen.

## Organisationsstruktur
Rechtsgrundlagen sind das Genossenschaftsgesetz und die durch die Vertreterversammlung beschlossene Satzung. Organe der Bank sind der Vorstand, der Aufsichtsrat und die Vertreterversammlung.

## Sicherungseinrichtung
Die VR Bank Kitzingen eG ist der amtlich anerkannten Sicherungseinrichtung des Bundesverbandes der Deutschen Volksbanken und Raiffeisenbanken GmbH und der zusätzlichen freiwilligen Sicherungseinrichtung des Bundesverbandes der Deutschen Volksbanken und Raiffeisenbanken e.V. angeschlossen.

## Geschäftsausrichtung
Die VR Bank Kitzingen eG betreibt das Universalbankgeschäft. Im Verbundgeschäft arbeitet sie mit der DZ Bank, R+V Versicherung, Bausparkasse Schwäbisch Hall, MünchnerHyp, Allianz Versicherung, Teambank, VR Smart Finanz, DZ Hyp und der Union Investment zusammen.

## Ausbildung
Neben der Ausbildung zum Bankkaufmann/-frau bietet die VR Bank Kitzingen eG auch den Ausbildungsweg „Dualer Bachelor“. Hierbei erlangt der/die Auszubildende neben dem Abschluss „Bankkauffrau/-mann (IHK)“ den wirtschaftswissenschaftlichen Universitätsabschluss zum Bachelor of Arts.

## VR Bank Kitzingen BonusLauf
Seit dem Jahre 2008 veranstaltet die VR Bank Kitzingen eG den VR Bank Kitzingen BonusLauf. Hierzu können sich Vereine und gemeinnützige Organisationen aus dem Geschäftsgebiet der Bank mit bis zu 50 Läufern anmelden. Für jeden Teilnehmer spendet die VR Bank Kitzingen eG 10 EUR an die betreffende Organisation. Im Jahr 2023 nahmen am VR Bank Kitzingen BonusLauf mehr als 3.700 Läuferinnen und Läufer teil. Inklusive diverser Zusatzprämien wurden rund 40.000 EUR gespendet.

## Geschäftsgebiet
Das Geschäftsgebiet erstreckt sich über weite Teile des Landkreises Kitzingen.
An diesen Orten betreibt die Bank Filialen:
- Kitzingen, Luitpoldstraße 14 (Hauptstelle)
- Kitzingen, Paul-Eber-Straße 16/18 (SB-Geschäftsstelle)
- Kitzingen/Siedlung, Königsberger Straße 15a (SB-Geschäftsstelle)
- Albertshofen, Neubaustraße 18 (SB-Geschäftsstelle)
- Dettelbach, Mainstockheimer Straße 1 (SB-Geschäftsstelle)
- Iphofen, Marktplatz 11 (SB-Geschäftsstelle)
- Nenzenheim, Breitbachstraße 11 (SB-Geschäftsstelle)
- Marktbreit, Lange Gasse 2 (SB-Geschäftsstelle)
- Markt Einersheim, Possenheimer Str. 4, (SB-Geschäftsstelle)
- Mainstockheim, Hauptstraße 70 (SB-Geschäftsstelle)
- Schwarzach, Marktplatz 4 (SB-Geschäftsstelle)